# Toy Bizarre
Toy Bizarre è un videogioco a piattaforme 2D pubblicato nel 1984 per Commodore 64 e nel 1985 per ZX Spectrum dalla Activision, ambientato in una fabbrica di giocattoli impazzita.

## Modalità di gioco
In Toy Bizarre il giocatore controlla Merton, il guardiano notturno di una fabbrica di giocattoli, che si trova a fronteggiare la ribellione dei giocattoli, che improvvisamente hanno preso vita. I livelli sono a schermata fissa e composti da piattaforme, tra cui delle coppie di piattaforme a pistone che si sollevano alternativamente saltando sull'altra, e sei valvole. Il giocatore controlla Merton che può correre a destra e sinistra e compiere salti, che dipendono dallo spazio libero sovrastante e possono essere direzionati a piacimento.
Merton deve far scoppiare tutti i palloncini generati dalle valvole toccandoli, prima che scoppino da soli e liberino un nuovo giocattolo. I giocattoli, che normalmente sono letali al contatto, si possono stordire tramite i pistoni oppure superandoli con un salto in orizzontale per poi eliminarli andandogli addosso. L'unico giocattolo che non è possibile sconfiggere in questo modo è la bambola Hilda, di cui ci si può liberare soltanto temporaneamente utilizzando i pistoni che la fanno schizzare via. Merton può anche chiudere buona parte delle valvole, ma Hilda le riapre toccandole.
Ogni volta che un livello viene completamente ripulito da ogni giocattolo e dal numero di palloncini richiesto, il giocatore passa a un livello successivo, leggermente più difficile, che deve essere sempre risolto entro un tempo limite. Esistono anche livelli speciali senza palloncini, dove lo scopo è chiudere tutte le valvole insieme mentre Hilda le riapre. I livelli sono strutturati come se fossero il turno di notte di Merton e sono perciò divisi in giorni e in ore, ogni volta che si completa un giorno la difficoltà del gioco si innalza sensibilmente. 